# Orthizema testaceipes
Orthizema testaceipes là một loài tò vò trong họ Ichneumonidae.